# Vieques
Vieques is een eiland en gemeente van het Amerikaanse territorium Puerto Rico. Het ligt ten oosten van het hoofdeiland Puerto Rico. Er wonen ongeveer 9500 mensen op dit eiland met een landoppervlakte van 135 km².
Naast archeologische plaatsen als La Hueca heeft Vieques twee ongeschonden bioluminescerende baaien.
Vieques is internationaal vooral bekend wegens de luchtmachtbasis van de Amerikaanse Marine die er was gevestigd en die op het eiland tot grote protesten heeft geleid. De bewoners protesteerden tegen de landonteigeningen en de gevolgen voor het milieu en de gezondheid, op Vieques zijn 27% meer gevallen van kanker geregistreerd dan op het vasteland van Puerto Rico. De protesten begonnen in 1999 nadat David Sanes, inwoner van Vieques, tijdens een oefening dodelijk werd getroffen door een bom. In 2003 werd de marinebasis opgeheven. Vieques is dankzij deze protesten tegenwoordig voor een groot deel een natuurreservaat zonder massatoerisme. Net als op Culebra zijn de riffen van koraal belangrijk voor de biodiversiteit.
Liefhebbers van ornithologie kunnen op Vieques 142 vogelsoorten waarnemen. De Puertoricaanse amazone, Amazona vittata, werd er opnieuw uitgezet vanuit Puerto Rico. De bruine pelikaan, Pelecanus occidentalis, en reptielen zoals Anolis komen er nog talrijk voor op de stranden en tussen de vegetatie van soorten endemische cactus.
De film Lord of the Flies (1963) is hier grotendeels opgenomen.

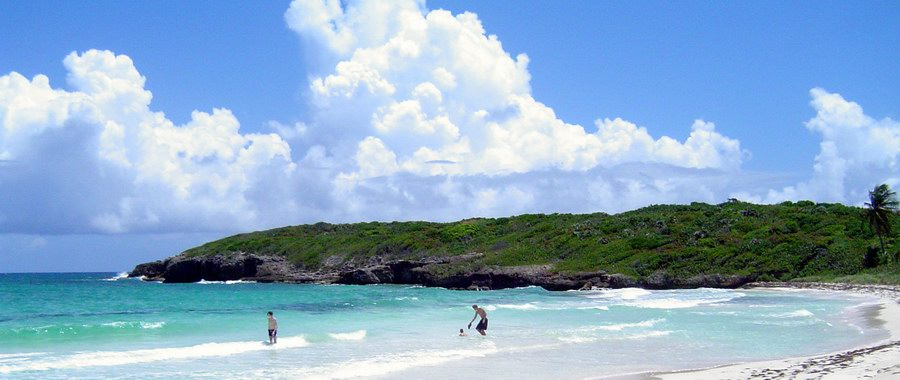
Navio strand

Adjuntas
· Aguada
· Aguadilla
· Aguas Buenas
· Aibonito
· Añasco
· Arecibo
· Arroyo
· Barceloneta
· Barranquitas
· Bayamón
· Cabo Rojo
· Caguas
· Camuy
· Canóvanas
· Carolina 
· Cataño
· Cayey 
· Ceiba 
· Ciales
· Cidra 
· Coamo 
· Comerío
· Corozal 
· Culebra 
· Dorado 
· Fajardo
· Florida 
· Guánica 
· Guayama 
· Guayanilla
· Guaynabo
· Gurabo
· Hatillo
· Hormigueros
· Humacao
· Isabela 
· Jayuya 
· Juana Díaz
· Juncos
· Lajas 
· Lares 
· Las Marías
· Las Piedras
· Loíza
· Luquillo
· Manatí
· Maricao
· Maunabo 
· Mayagüez
· Moca
· Morovis
· Nagüabo 
· Naranjito
· Orocovis
· Patillas 
· Peñuelas 
· Ponce
· Quebradillas
· Rincón
· Río Grande
· Sabana Grande
· Salinas
· San Germán
· San Juan
· San Lorenzo
· San Sebastián
· Santa Isabel
· Toa Alta
· Toa Baja 
· Trujillo Alto
· Utuado
· Vega Alta
· Vega Baja
· Vieques
· Villalba
· Yabucoa
· Yauco